# Cătușnică
Cătușnica, zisă și  iarba-mâței sau minta-mâței (Nepeta cataria), este o specie din genul Nepeta din familia Lamiaceae, originară din sudul și estul Europei, Orientul Mijlociu, Asia Centrală și părți din China. A fost introdusă de om și în nordul Europei, Noua Zeelandă și America de Nord.
Se numește „iarba mâțului” deoarece aproximativ două treimi dintre pisici sunt atrase de această plantă mulțumită nepetalactonului, care se leagă de receptorii olfactivi ai pisicilor, ducând de obicei la euforie temporară.
Cătușnica este un ingredient și în unele ceaiuri din plante  și este apreciat pentru proprietățile sale sedative și relaxante. Nepetalactonul poate fi extras din cătușnică prin distilare cu abur.

## Etimologie
Numele generic (Nepeta) se găsește pentru prima dată în scrierile lui Plinius cel Bătrân, un scriitor și naturalist roman, și provine dintr-un vechi nume latin pentru o plantă aromatică originară din Nepi (Etruria). Epitetul specific (cataria) provine din latinul târziu „cattus” sau „cathus” (= al pisicilor, referitor la pisici).
Denumirea științifică a speciei a fost definită de Linnaeus (1707 - 1778), cunoscut și sub numele de Carl von Linné, biolog și scriitor suedez considerat părintele clasificării științifice moderne a organismelor vii, în publicația „Species Plantarum - 2: 570. 1753" din 1753.

## Descriere
Cătușnica este o plantă erbacee perenă cu viață scurtă, care crește până la 50–100 cm înălțime și lățime și care înflorește de la sfârșitul primăverii până în toamnă. În aparență, N. cataria seamănă cu un membru tipic al familiei de plante de mentă, având frunziș maro-verzui cu tulpina pătrată caracteristică a familiei de plante Lamiaceae.  Frunzele cu zimți rotunjiți pe margine sunt de formă triunghiulară sau eliptică. Florile mici, bilabiate sunt parfumate și sunt fie de culoare roz, fie albe cu pete fine de violet pal.

## Utilizări
Cătușnica este cultivată ca plantă ornamentală. De asemenea, este cultivată și pentru calitățile sale atractive pentru pisici și fluturi.
Planta este rezistentă la secetă și poate fi un repelent pentru anumite insecte, inclusiv afidele și insectele de dovleac. Cătușnica este cel mai bine cultivată în plină lumină solară și crește ca o plantă perenă slab ramificată.

### Repelent de insecte
Nepetalactonul este un repelent pentru țânțari și muște,  uleiul izolat din cătușnică prin distilare cu abur fiind un repelent și gândacilor de bucătărie și termitelor. Unele cercetări sugerează că, deși este un repelent spațial mai eficient decât DEET, nu este la fel de eficient când este utilizat pe piele în comparație cu SS220 sau DEET.

### Efect asupra oamenilor
Această plantă are o lungă istorie de utilizare în medicina tradițională pentru o varietate de afecțiuni, cum ar fi crampe de stomac, indigestie, febră, urticarie și afecțiuni nervoase. Planta poate fi consumată sub formă de tizană, suc, tinctură, infuzie sau cataplasmă și, de asemenea, fumată. Cu toate acestea, utilizarea sa medicinală a scăzut în favoarea dezvoltării medicinei moderne.

### Efecte asupra felinelor

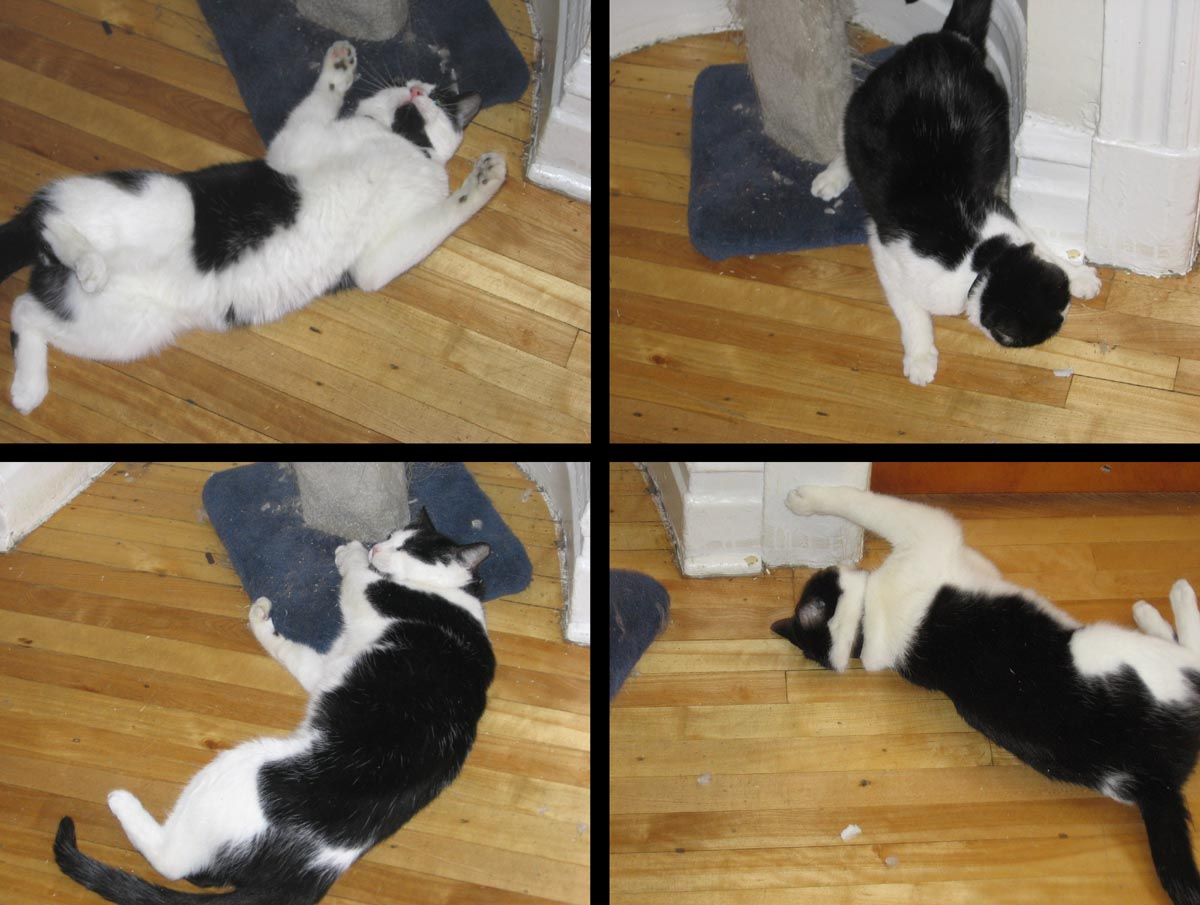
Efectele cătușnicii asupra unei pisici domestice

Cătușnica conține nepetalacton, motiv pentru care (ca și alte specii din genul Nepeta) planta este cunoscută pentru efectele care le are asupra pisicilor, și nu numai asupra celor domestice, ci și asupra altor specii de feline. Mai multe teste au arătat că leoparzii, pumele, servalele și râșii reacționează adesea la cătușnică într-un mod similar cu pisicile domestice; în timp ce leii și tigrii pot reacționa puternic, dar nu cu asemena consistență.
În cazul pisicilor domestice, N. cataria este folosită ca substanță de agrement pentru distracția pisicilor, iar produsele făcute din această plantă, concepute pentru a fi utilizate cu pisici domestice, sunt disponibile consumatorilor în magazine de articole pentru animale. De obicei, atunci când pisicile simt mirosul frunzelor de cătușnică, se freacă de plantă, o ling, o mestecă și se rostogolesc pe pământ. Consumul de mare parte din plantă este urmat de salivare, somnolență, anxietate, sărituri și răsuciri. Unele pisici mârâie, miaună, zgârie sau mușcă mâna care ține planta. Perioada de răspuns după expunere este în general între 5 și 15 minute, după care de obicei se prezintă oboseala olfactiva; cu toate acestea, aproximativ o treime dintre pisici nu sunt afectate de cătușnică. Comportamentul este ereditar.
Pisicile detectează nepetalactona prin epiteliul olfactiv, nu prin organul vomeronazal. La epiteliul olfactiv, nepetalactona se leagă de unul sau mai mulți receptori olfactivi.
O analiză pedigree din 1962 a 26 de pisici dintr-o colonie de pisici siameze a sugerat că reacția la cătușnică este cauzată de o genă mendeliană dominantă. O analiză pedigree din 2011 a 210 pisici din două colonii de reproducere (ținând cont de eroarea de măsurare prin teste repetate) nu a arătat nicio dovadă pentru modelele mendeliane de moștenire, dar a demonstrat eritabilitatea de h2 = 0.51–0.89 pentru comportamentul de răspuns la cătușnică, indicând un model de prag de răspundere poligenic.
Un studiu publicat în ianuarie 2021 sugerează că felinele sunt atrase în mod specific de iridoizii nepetalactonă și nepetalactol, prezente în cătușnică și, respectiv, în actinidia polygama. S-a descoperit că compușii făcuți din cătușnică resping țânțarii și se presupune că frecarea de aceste plante oferă pisicilor un strat chimic care le protejează împotriva mușcăturilor de țânțari.